# Церква Примирення (Берлін)
Церква Примирення (нім. Versöhnungskirche) — протестантська церква на Бернауерштрасе в Берліні (район Мітте), зруйнована за часів холодної війни. У назві йшлося про мир в душі вірян та примирення людини з Богом. 

## Архітектура
Була збудована з червоної цегли у неоготичному стилі. Висота дзвіниці сягала 75 метрів, вона мала квадратну основу, на якій було закріплено восьмикутне шатрове завершення зі шпилем та хрестом нагорі. Восьмикутним у плані був і простір храму з контрфорсами. Церква вміщувала до 1000 парафіян, які могли добре бачити вівтар де б вони не знаходились у приміщенні.

## Історія
Церква була побудована за проектом архітектора Готхільфа Людвіга Мьокеля у 1892 році, а у 1894 році урочисто освячена в присутності імператриці Августи Вікторії.
Під час війни церква серйозно постраждала від бомбардувань, в 1945 році вона опинилася на кордоні французького та радянського секторів Берліна, у 1950 році була відновлена і знову використовувалася для богослужінь, хоча церковна громада скоротилась на одну третину.
Споруджена в серпні 1961 року Берлінська стіна проходила по Бернауерштрассе в декількох метрах від входу до церкви. «Смуга смерті», як називали тоді територію навколо стіни, зробила для парафіян доступ до церкви Примирення практично недосяжним. 23 жовтня 1961 року церкву остаточно закрили, підходи до неї були перекриті. Пізніше в забороненій зоні прикордонники використовували церковну дзвіницю для розстрілу перебіжчиків. 
28 січня 1985 року уряд НДР віддав наказ підірвати церкву. Місяць потому, 28 лютого 1985 року канцлер ФРН Гельмут Коль, виступаючи з програмною промовою, згадав про знесення церкви Примирення в контексті того, що доведеться пройти довгий і важкий шлях для подолання розколу Німеччини і Європи. 
9 листопада 1989 року Берлінська стіна впала. Територію, де була церква, повернули її громаді.
З 1975 по 2013 рік євангелічну громаду церкви Примирення очолював пастор Манфред Фішер, який після возз'єднання Німеччини активно відстоював ідею створення меморіального комплексу «Берлінська стіна».
Частиною цього комплексу стала вибудувана на фундаменті підірваної церкви каплиця Примирення, яку урочисто відкрили 9 листопада 2000 року, через 11 років після падіння стіни.
Збережені завдяки зусиллям церковної громади твори внутрішнього оздоблення церкви Примирення можна побачити в декількох місцях. У 1993 році перед головним входом до Гефсиманської церкви була встановлена вціліла скульптура Христа, який благословляє.
Три дзвони, вівтарна картина — дерев'яний різьблений рельєф Таємна вечеря, хрести, капітелі церковних колон і інші реліквії, знайдені серед руїн, були перенесені в каплицю Примирення і на прилеглий до неї ділянку музейного комплексу «Берлінська стіна».
Фрагменти фундаменту підірваної церкви відвідувачі можуть побачити через огороджені заглиблення, спеціально вмонтовані в пішохідні доріжки при зведенні комплексу.

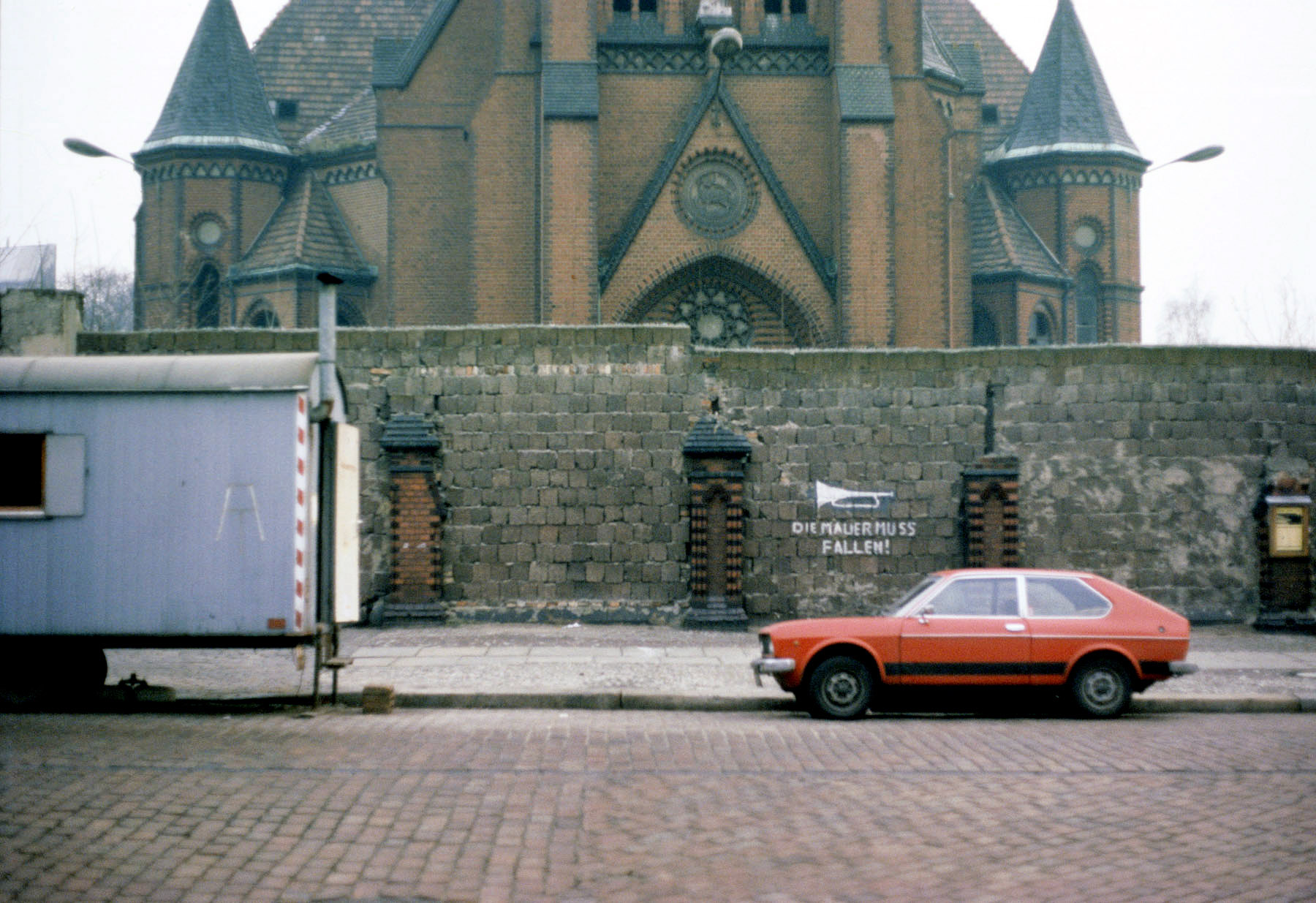
Замуровані входи після зведення стіни, 1978 рік
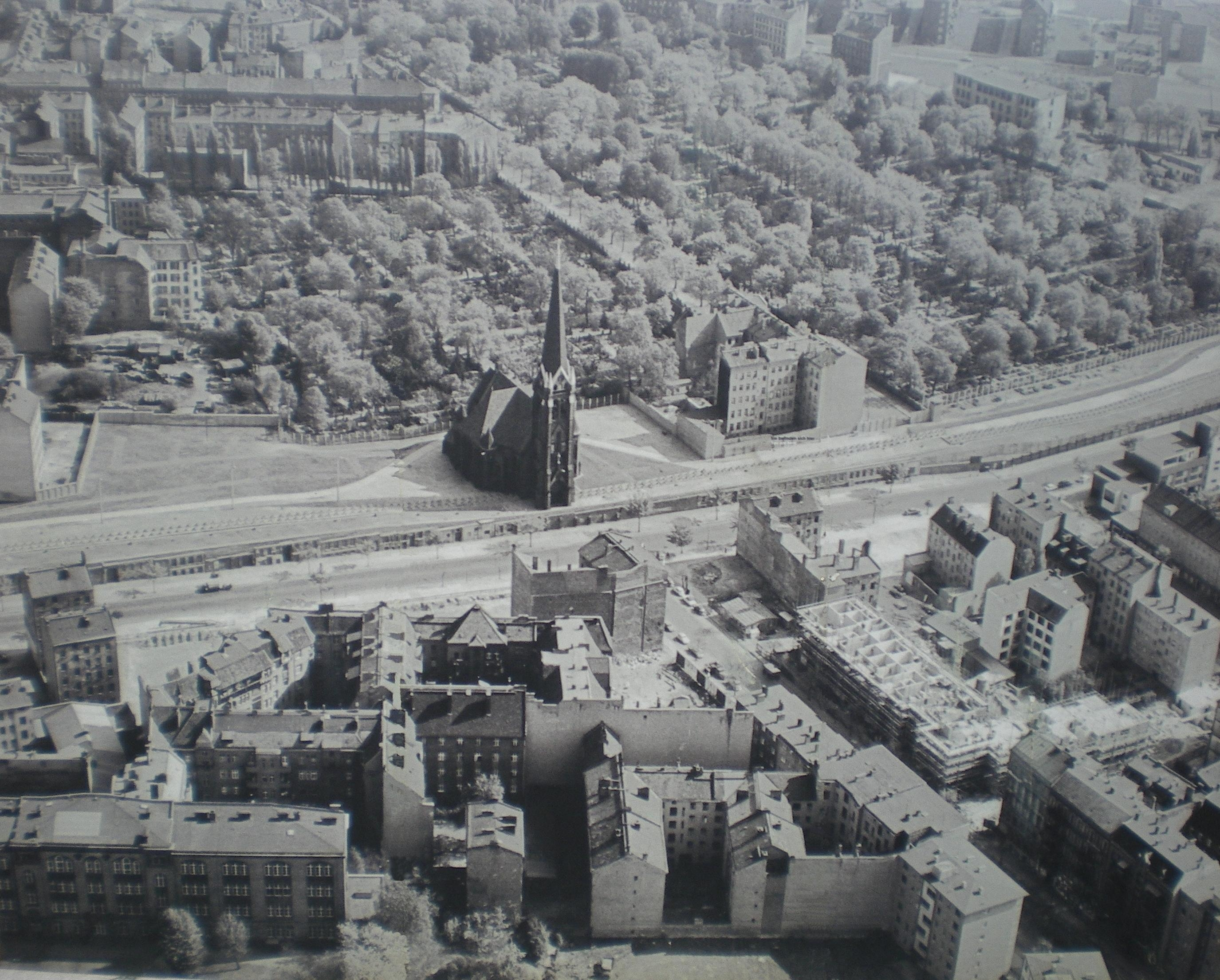
Вигляд церкви з повітря, 1980 рік
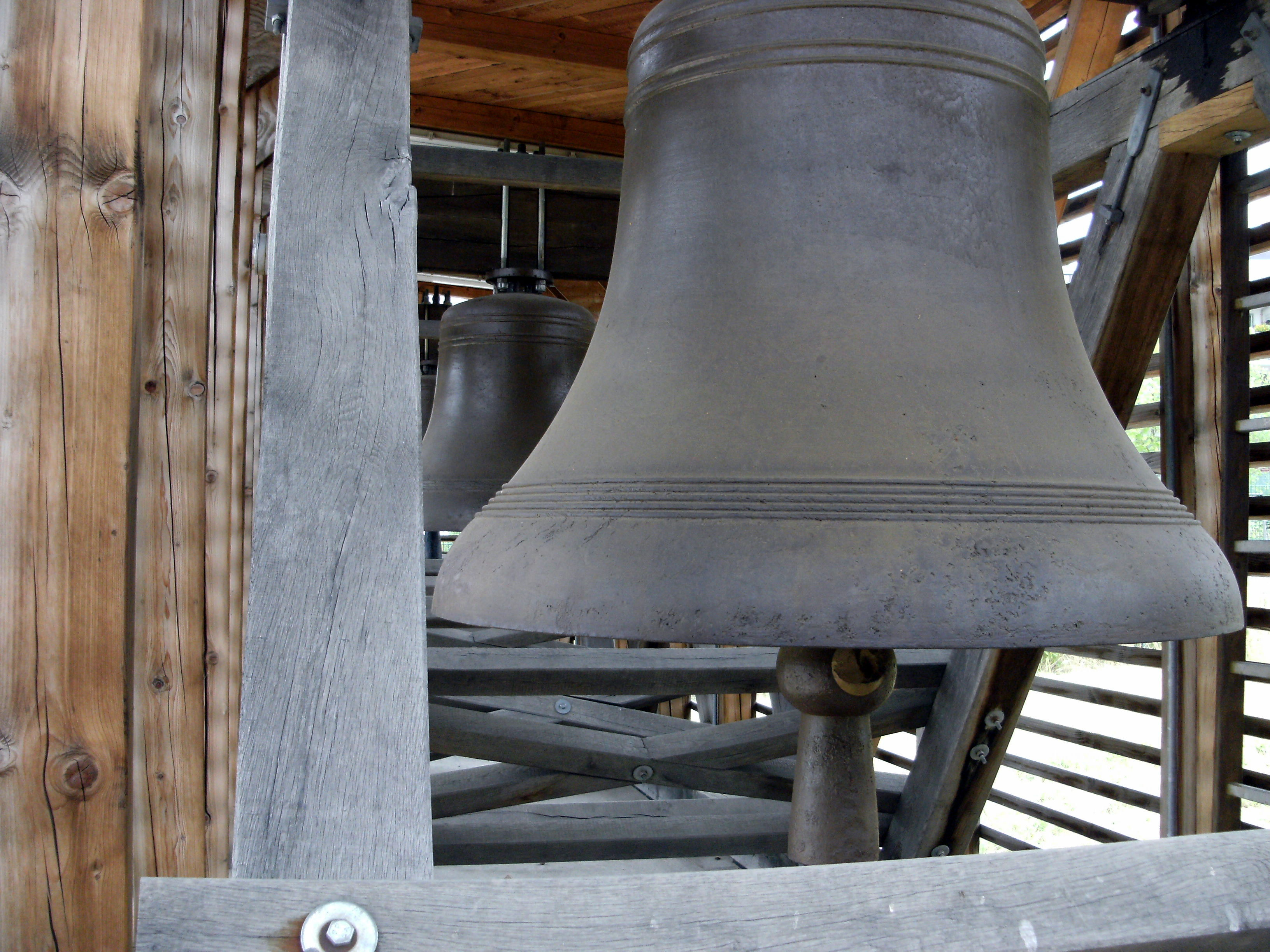
Дзвони в експозиції каплиці Примирення
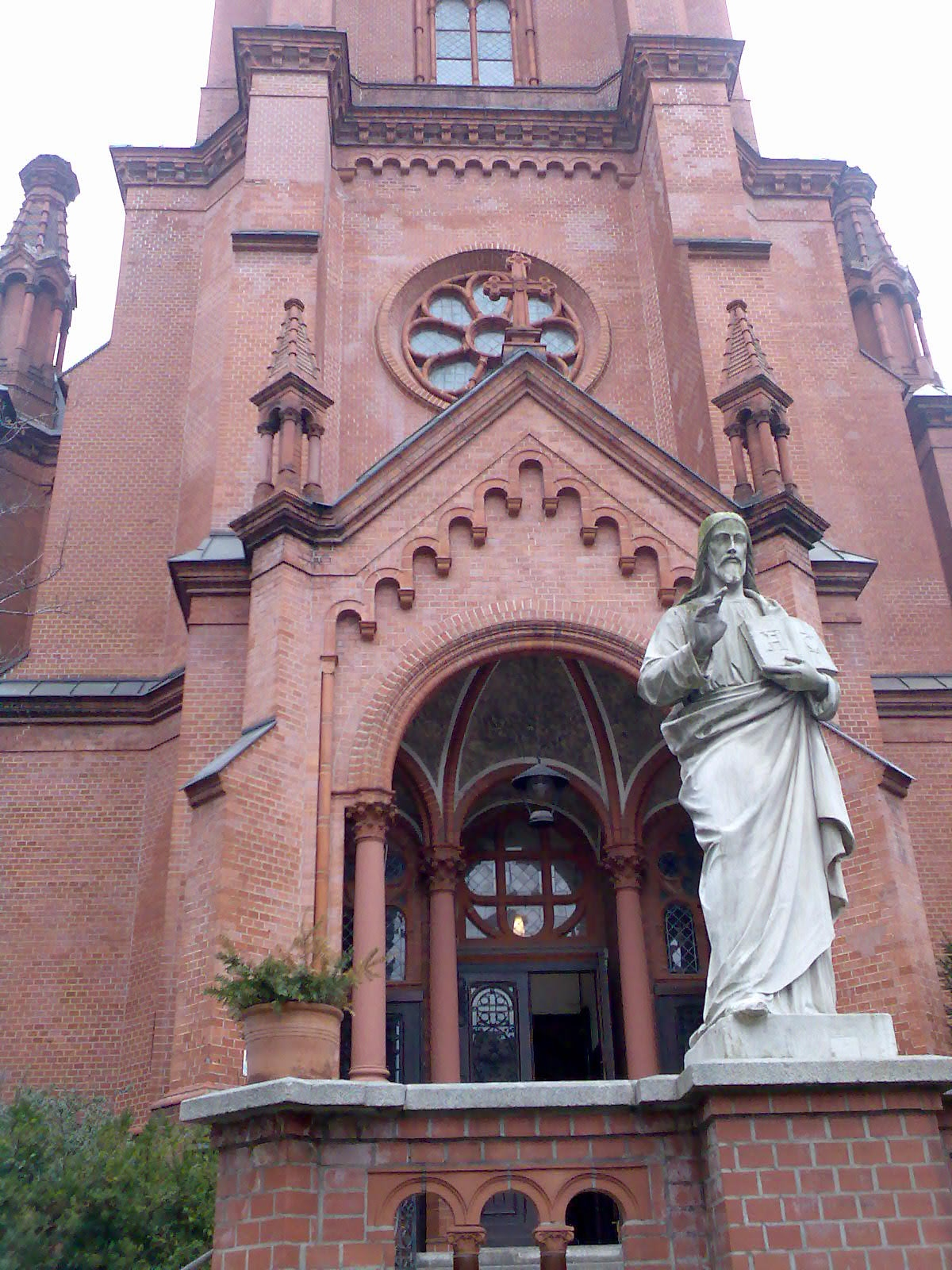
Скульптура Христа, який благословляє